# Hans Helmut Stoiber
Hans Helmut Stoiber (* 11. Oktober 1918 in Zell am See; † 10. Jänner 2015) war ein österreichischer Naturschützer und Dichter.

## Leben
Im Alter von 17 Jahren verfasste Stoiber zu den Olympischen Spielen 1936 in Berlin als Mittelschüler das Sonett Der Diskus, mit dem er die Bronzemedaille erreichte. Die literarischen olympischen Kunstwettbewerbe wurden bei diesen Spielen neben der Lyrik auch in der Epik ausgetragen. Stoibers Gedicht wurde auch in der großformatigen „Olympia Zeitung“ von Berlin 1936 abgedruckt. Die Bronze-Medaille und das olympische Diplom wurden ihm im Olympiastadion verliehen.
Nachdem Stoiber das Stiftsgymnasium Kremsmünster absolviert hatte, studierte er Rechtswissenschaften an der Universität Wien, wo er 1949 promovierte. Von 1950 bis 1953 und ein weiteres Mal von 1965 bis 1970 arbeitete er als Richter. Von 1953 bis 1965 war er Rechtsanwalt und von 1965 bis 1970 Staatsanwalt. Zudem engagierte er sich als Biologe und Botaniker für den Naturschutz. 1981 gehörte er zu den Gründern des Nationalparks Hohe Tauern.

## Werke
Der Diskus
Die rasche Scheibe flog von meiner Hand, –
wie sie die schnelle Bahn zur Sonne sandte,
wie sie sich steilen Flugs zur Erde wandte
und hell hinschlagend furchte leicht den Sand.
Ich nahm sie auf und sah sie prüfend an –
wie an dem blanken Rand die Körner klebten!
Als ob hier tausend kleine Tiere lebten!
Ich stand und stand, und Staunen kam mich an.
Wie doch an alles, was zum Himmel strebt,
vom Himmel kommt, sich hängt der Erde Tand –
und dass an allem Staub und Asche klebt!
Ich wische über diesen Eisenrand
und streife ab den Schmutz mit meiner Hand,
die mir dabei ganz leise, leise bebt ...